# 심정밀마
《심정밀마》(深情密碼)는 2006년 방송되었던 대만의 드라마이다.

## 소개
- 청춘남녀 간의 아름다운 사랑 이야기를 다룬 드라마

## 등장 인물
- 박은혜 - 자오선선 역
- 저우위민 - 치웨이이 역
- 허지안 - 쭤진 역
- 펑추이판 - 쭤푸 역
- 진둥 - 후한신 역
- 라이야옌 - 샤오광 역
- 류서기 (Vickey Liu) - 완메이루 역
- 천페이치 - 쉬리 역
- 왕전일 (Kingone Wang) - 황즈예 역
- 리성 - 지앙링 역
- 린메이슈 - 황즈링 역